# Пояриш (Фрейшу-ди-Эшпада-а-Синта)
Поя́риш (порт. Poiares) — район (фрегезия) в Португалии, входит в округ Браганса. Является составной частью муниципалитета Фрейшу-де-Эшпада-а-Синта. По старому административному делению входил в провинцию Траз-уж-Монтиш и Алту-Дору. Входит в экономико-статистический субрегион Доуру, который входит в Северный регион. Население составляет 507 человек на 2001 год. Занимает площадь 40,64 км².